# 托马斯·摩尔 (美国作家)
湯瑪斯·摩爾（英語：Thomas Moore，1940年10月8日—），美國作家、心理治療師。。他著述及演講有關原型心理學、神話及想像等主題。摩爾的作品深受榮格和詹姆斯·希爾曼影響。

## 經歷
摩爾13歲時進入聖母忠僕會學習哲學和音樂，13年後在成為神父前離開。
摩爾擁有雪城大學宗教學博士、溫莎大學神學碩士、密西根大學音樂碩士、帝博大學音樂及哲學學士等學位。
從1974年到1990年，摩爾先後在達拉斯、新英格蘭心理治療師的工作。在作品《傾聽靈魂的聲音》、《心靈風情畫》成功發行後，成為專職作家；他以全人醫療（holistic medicine）、靈性學、心理治療與生態學的主題在全球進行演講。也在《赫芬頓郵報》与《Beliefnet》等報章雜誌撰寫專欄文章。
現與妻子瓊安·漢利（Joan Hanley）居住於新英格蘭。

## 中文出版書籍
- 《原我》（Original Self），2002年，方智出版，ISBN 957-679-856-6
- 《這輩子，我最想做的事》（A Life at Work），2010年，天下文化出版，ISBN 978-986-216-471-6
- 《傾聽靈魂的聲音》（Care of the Soul），2016年，繁體中文版由心靈工坊出版，ISBN 978-986-357-071-4